# Mecseknádasd
Mecseknádasd je vas na Madžarskem, ki upravno spada pod podregijo Pécsváradi Županije Baranja.